# Carbonato de sódio
O carbonato de sódio, Na2CO3, é um sal branco e translúcido. Suas maiores aplicações são: produção de vidro, papel, raiom, sabões e detergentes.
É produzido sinteticamente em larga escala a partir de sal de cozinha pelo Processo Solvay ou extraído de minérios de trona.

## História
O carbonato de sódio era tradicionalmente produzido na Europa através da sua extração a partir das cinzas de várias plantas. Até meados do século XVIII, quando o desmatamento tornou este método inviável, o que levou à necessidade da sua importação de diversos países. Dadas estas circunstâncias, em 1783, o Rei Luís XVI da França, junto a Academia Francesa de Ciências ofereceu um prêmio de 2400 libras para aquele que desenvolvesse um método de produção de carbonato de Sódio a partir do sal marinho.
Assim, em 1791, Nicolas Leblanc patenteou uma solução e deu início a construção de uma planta industrial em Saint-Denis, com produção de 320 toneladas por ano. Porém, com a revolução francesa, esta foi estatizada e os trabalhos de Leblanc foram transformados em domínio público. Napoleão a devolveu em 1801, mas, sem fundos para repará-la e sem condições de competir com os outros produtores já estabelecidos, Leblanc terminou por cometer suicídio em 1806.
Essa indústria cresceu principalmente na Inglaterra, chegando ao seu ápice na década de 1870. Porém, sendo extremamente poluente, com produção de cerca de 7 toneladas de descarte sem valor comercial e 5,5 toneladas de cloreto de hidrogênio na forma de gás (que em contato com a água forma o ácido clorídrico) para cada 8 toneladas de produto, acabou por sofrer fortes pressões por parte da população e do parlamento. Até o surgimento do Processo Solvay, que a suplantou completamente, uma vez que produzia apenas cloreto de cálcio, que pode ser descartado no mar, e utilizava matérias-primas mais baratas, utilizado até hoje.

## Aspectos ambientais
Quando descartado em aterros ou corpos d'água tende a promover a sua alcalinização, o que afeta fortemente a fauna e a flora locais.
A sua produção industrial tem como sub-produto o cloreto de cálcio, que, quando descartado em corpos d'água fechados ou semi-fechados, promove uma forte salinização, afetando os peixes e demais seres vivos. Não são conhecidos danos significativos provocados pelo seu descarte no oceano.

## Propriedades químicas

### Reação com a água
A reação de hidratação deste composto se dá pela capacidade do íon carbonato de ser protonado em meio aquoso, de acordo com as seguintes reações:
{\displaystyle {\mathsf {NaHCO_{3}+OH^{-}+Na^{+}}}\rightleftharpoons Na_{2}CO_{3}+H_{2}O}
{\displaystyle {\mathsf {H_{2}CO_{3}+OH^{-}+Na^{+}}}\rightleftharpoons NaHCO_{3}+H_{2}O}
{\displaystyle {\mathsf {CO_{2}\uparrow +H_{2}O\rightleftharpoons H_{2}CO_{3}}}}
Como todas estas reações são reversíveis, o Na2CO3 pode ser utilizado como agente tamponante para pHs alcalinos quando colocado numa solução com HCO3- nas devidas proporções.

### Outras Reações
Em geral, o carbonato de sódio tende a se comportar como uma base na maioria das reações, sendo facilmente protonado por espécies ácidas.
Em meios ácidos o íon CO32- tende a ser protonado até a condição de H2CO3 e então decomposto em CO2 e H2O, segundo a reação supracitada.

## Produção

### Mineração
O chamado "Carbonato de sódio natural" é produzido através da mineração de Trona, (Na3HCO3CO3·2H2O), principalmente nos Estados Unidos, onde há grandes depósitos.
Também pode ser extraído de lagos fortemente alcalinos, como ocorre no Kenya. Estas fontes são auto-regenerativas.

### Extração de cinzas
Diversas plantas, inclusive algas, podem ser processadas de forma a obter-se um Carbonato de Sódio de baixa pureza. Este era o processo dominante na Europa até o fim do século XVIII, sendo especialmente intenso na Espanha. O processo consiste em colher as plantas, secá-las e queimá-las, lavando as cinzas restantes (lixiviação) para formar uma solução alcalina, que, quando levada à secura, dava origem ao Carbonato de Sódio sólido.
Este processo tornou-se inviável no fim do século XVIII com o forte desmatamento europeu, o que intensificou as buscas por novos métodos de produção.

### Processo Leblanc
Em 1791, o químico francês Nicolas Leblanc patenteou um método de produção que utilizava como matérias primas sal marinho, CaCO3, H2SO4 e Coque.
Primeiro, o sal marinho (NaCl) é fervido em solução de H2SO4, produzindo uma solução de Na2SO4 e liberação de HCl gasoso.
{\displaystyle {\mathsf {2NaCl+H_{2}SO_{4}\rightarrow Na_{2}SO_{4}+2HCl\uparrow }}}
O Na2SO4 é combinado então ao CaCO3 e queimado com Coque, o que precipita CaS e liberta CO2
{\displaystyle {\mathsf {Na_{2}SO_{4}+CaCO_{3}+2C\rightarrow Na_{2}CO_{3}+2CO_{2}\uparrow +CaS\downarrow }}}
Sendo o CaCO3 e o CaS insolúveis, o Na2CO3 pode ser facilmente extraído com água então.
O ácido clorídrico (HCl) produzido pelo processo Leblanc era uma grande fonte de poluição atmosférica, e o subproduto sulfeto de cálcio (CaS) também trazia complicações para descarte. Entretanto, manteve-se como o mais usado método de produção de carbonato de sódio até o fim da década de 1880.

### Processo Solvay
Criado em 1861 pelo químico belga Ernest Solvay, este processo utiliza sal marinho, CaCO3, NH3 e coque.
O processo se inicia pela queima de carbonato de cálcio com o auxílio de coque.
{\displaystyle {\mathsf {CaCO_{3}\rightarrow CaO+CO_{2}}}}
O CO2 obtido é borbulhado então numa torre de carbonatação, simultaneamente à amônia, numa solução de NaCl, a frio. Isto produz NaHCO3, que, em meio alcalino e em baixa temperatura acaba por precipitar.
{\displaystyle {\mathsf {NaCl+CO_{2}+NH_{3}+H_{2}O\rightarrow NaHCO_{3}\downarrow +NH_{4}Cl}}}
O Bicarbonato de sódio é separado por filtração e aquecido, para que se decomponha em Na2CO3, CO2 e água.
{\displaystyle {\mathsf {2NaHCO_{3}\rightarrow Na_{2}CO_{3}+CO_{2}\uparrow +H_{2}O}}}
Em paralelo, o CaO gerado na primeira etapa é reagido com água para formar Ca(OH)2 e é então utilizado na regeneração da amônia, com o NH4Cl.
{\displaystyle {\mathsf {CaO+H_{2}O\rightarrow Ca(OH)_{2}}}}
{\displaystyle {\mathsf {Ca(OH)_{2}+2NH_{4}Cl\rightarrow 2NH_{3}\uparrow +CaCl_{2}+2H_{2}O}}}
O processo Solvay tem a vantagem de reciclar a amônia que utiliza. Desta forma, consome apenas salmoura, tendo somente 1 subproduto: cloreto de cálcio. Por possuir apenas 1 subproduto, ao invés dos 2 do processo Leblanc, o processo Solvay é mais econômico. Rapidamente, tornou-se a principal forma de produção de carbonato de cálcio. O último centro de produção do processo Leblanc fechou no começo da década e 1920, e pela década de 1990, 90% da produção deu-se através do processo Solvay.

### Processo Hou
Foi criado na década de 1930 por Hou Debang, cientista chinês. Similar ao processo de Solvay,  diferencia-se por não empregar carbonato de cálcio na produção. Ao invés disso borbulha-se CO2 e NH3 diretamente na solução a 40 °C e adiciona-se NaCl até à saturação. Resfria-se então a solução até 10 °C, o que precipita NH4Cl, permitindo assim a extração de NaHCO3 da solução remanescente. Este processo elimina a produção de CaCl2, tendo como subproduto NH4Cl, que pode ser refinado ou utilizado como fertilizante.

## Usos
O seu mais importante uso se dá na indústria vidraceira, onde é combinado a quente com SiO2 (na forma de sílica) e CaCO3 (normalmente como calcário moído) e depois resfriado bruscamente para a produção de vidro do tipo "soda-cal", utilizado principalmente em embalagens.
Na indústria química, é usado em diversas sínteses de compostos inorgânicos, como: NaHCO3, Na2CrO4, Na3PO4, Na2SiO3, entre outros.
Em sabões e detergentes, atuando como emulsificante, alcalinizante e reduzindo a dureza da água, que pode reduzir a sua eficiência. É utilizado para elevar o pH de águas tanto de uso doméstico e urbano quanto industrial.
E em outros usos diversos, como em laboratórios atuando como eletrólito, na taxidermia para a remoção de carne dos ossos, em soluções tampão, aditivo em comidas atuando como estabilizante, etc.

## Segurança
Causa irritação se ingerido ou inalado em grandes quantidades ou quando em contato com a pele por tempo prolongado. Pode provocar queimaduras graves se em contato com os olhos. Não apresenta riscos em incêndios, sendo usado até mesmo como agente contra o fogo.